# NGC 4123
NGC 4123 este o galaxie activă situată în constelația Fecioara. A fost descoperită în 1784 de către William Herschel. Se află la o distanță de 16,5 megaparseci de Pământ.